# Vuelta a Andalucía 2004
La Vuelta a Andalucía 2004,
cinquantesima edizione della corsa ciclistica, si svolse dal 15 al 19 febbraio 2004 su un percorso di 880 km ripartiti in 5 tappe. Fu vinta dallo spagnolo Juan Carlos Domínguez della Saunier Duval-Prodir davanti ai suoi connazionali Carlos García Quesada e Samuel Sánchez.

## Tappe
| Tappa  | Data        | Percorso                                         | km  | Vincitore di tappa    | Leader cl. generale   |
| ------ | ----------- | ------------------------------------------------ | --- | --------------------- | --------------------- |
| 1ª     | 15 febbraio | Huelva > Siviglia                                | 181 | Tom Boonen            | Tom Boonen            |
| 2ª     | 16 febbraio | Arcos de la Frontera > Benalmádena               | 185 | Max van Heeswijk      | Erik Zabel            |
| 3ª     | 17 febbraio | Humilladero > Puerto de Alto Virgen de la Sierra | 169 | Juan Carlos Domínguez | Juan Carlos Domínguez |
| 4ª     | 18 febbraio | Lucena > Jaén                                    | 159 | Max van Heeswijk      | Juan Carlos Domínguez |
| 5ª     | 19 febbraio | La Zubia > Almería                               | 186 | Erik Zabel            | Juan Carlos Domínguez |
| Totale | Totale      | Totale                                           | 880 |                       |                       |

## Dettagli delle tappe

### 1ª tappa
- 15 febbraio: Huelva > Siviglia – 181 km

| Pos. | Corridore      | Squadra       | Tempo    |
| ---- | -------------- | ------------- | -------- |
| 1    | Tom Boonen     | Quick Step    | 4h22'50" |
| 2    | Vicente Reynés | Illes Balears | s.t.     |
| 3    | Erik Zabel     | T-Mobile      | s.t.     |

| Pos. | Corridore  | Squadra    | Tempo    |
| ---- | ---------- | ---------- | -------- |
| 1    | Tom Boonen | Quick Step | 4h22'50" |

### 2ª tappa
- 16 febbraio: Arcos de la Frontera > Benalmádena – 185 km

| Pos. | Corridore        | Squadra   | Tempo    |
| ---- | ---------------- | --------- | -------- |
| 1    | Max van Heeswijk | US Postal | 4h49'27" |
| 2    | Óscar Freire     | Rabobank  | s.t.     |
| 3    | Erik Zabel       | T-Mobile  | s.t.     |

| Pos. | Corridore  | Squadra  | Tempo    |
| ---- | ---------- | -------- | -------- |
| 1    | Erik Zabel | T-Mobile | 9h12'17" |

### 3ª tappa
- 17 febbraio: Humilladero > Puerto de Alto Virgen de la Sierra – 169 km

| Pos. | Corridore             | Squadra         | Tempo    |
| ---- | --------------------- | --------------- | -------- |
| 1    | Juan C. Domínguez     | Saunier Duval   | 4h05'16" |
| 2    | Carlos García Quesada | Com. Valenciana | a 15"    |
| 3    | Samuel Sánchez        | Euskaltel       | a 19"    |

| Pos. | Corridore         | Squadra       | Tempo     |
| ---- | ----------------- | ------------- | --------- |
| 1    | Juan C. Domínguez | Saunier Duval | 13h17'33" |

### 4ª tappa
- 18 febbraio: Lucena > Jaén – 159 km

| Pos. | Corridore         | Squadra       | Tempo    |
| ---- | ----------------- | ------------- | -------- |
| 1    | Max van Heeswijk  | US Postal     | 4h03'05" |
| 2    | Nico Mattan       | Relax-Bodysol | s.t.     |
| 3    | Peter Van Petegem | Lotto-Domo    | s.t.     |

| Pos. | Corridore         | Squadra       | Tempo     |
| ---- | ----------------- | ------------- | --------- |
| 1    | Juan C. Domínguez | Saunier Duval | 17h20'38" |

### 5ª tappa
- 19 febbraio: La Zubia > Almería – 186 km

| Pos. | Corridore    | Squadra    | Tempo    |
| ---- | ------------ | ---------- | -------- |
| 1    | Erik Zabel   | T-Mobile   | 4h43'19" |
| 2    | Óscar Freire | Rabobank   | s.t.     |
| 3    | Tom Boonen   | Quick Step | s.t.     |

| Pos. | Corridore             | Squadra         | Tempo     |
| ---- | --------------------- | --------------- | --------- |
| 1    | Juan C. Domínguez     | Saunier Duval   | 22h03'57" |
| 2    | Carlos García Quesada | Com. Valenciana | a 15"     |
| 3    | Samuel Sánchez        | Euskaltel       | a 19"     |

## Classifiche finali

### Classifica generale
| Pos. | Corridore                  | Squadra                    | Tempo     |
| ---- | -------------------------- | -------------------------- | --------- |
| 1    | Juan Carlos Domínguez      | Saunier Duval-Prodir       | 22h03'57" |
| 2    | Carlos García Quesada      | Comunidad Valenciana-Kelme | a 15"     |
| 3    | Samuel Sánchez             | Euskaltel-Euskadi          | a 19"     |
| 4    | José Angel Gomez Marchanté | Costa de Almeria-Paternina | a 28"     |
| 5    | Aitor Osa Eizaguirre       | Illes Balears-Banesto      | a 34"     |